# Список Героев Советского Союза (Алимбетов — Анисичкин)
В настоящем списке представлены в алфавитном порядке все Герои Советского Союза, чьи фамилии начинаются с буквы «А» (всего 592 человека, из них девять удостоены звания дважды). Список содержит даты Указов Президиума Верховного Совета СССР о присвоении звания, информацию о роде войск, должности и воинском звании Героев на дату представления к присвоению звания Героя Советского Союза, годах их жизни.
Ударения в фамилиях Героев приведены по книге «Герои Советского Союза: Краткий биографический словарь / Пред. ред. коллегии И. Н. Шкадов. — М.: Воениздат, 1987. — Т. 1 /Абаев — Любичев/. — 911 с. — 100 000 экз. — ISBN отс., Рег. № в РКП 87-95382.».
- Персиковым цветом  в таблице выделены Герои, удостоенные звания дважды и более раз.
- Серым цветом  в таблице выделены Герои, представленные к званию посмертно.

| Навигационная таблица | Навигационная таблица              |
| --------------------- | ---------------------------------- |
| «А»                   | Абаев Ахсарбек — Азалов Клычнияз   |
| «А»                   | Азаров Алексей — Алиев Шамсула     |
| «А»                   | Алимбетов Абылай — Анисичкин Фёдор |
| «А»                   | Анискин Александр — Артемьев Иван  |
| «А»                   | Артемьев Николай — Аянян Эдуард    |

| № п/п | Фамилия Имя Отчество                                                                                 | Дата Указа            | Род войск           | Должность | Звание                            | Годы жизни                            | БС ГС НЛ                        |
| ----- | --- | --------------------- | ------------------- | --- | --------------------------------- | ------------------------------------- | ------------------------------- |
| 237   | Алимбе́тов Абылай каз. Әлімбетов Абылай                                                               | 30.10.1943            | пехота              | командир отделения роты автоматчиков 303-го стрелкового полка 69-й стрелковой дивизии 65-й армии Центрального фронта | сержант                           | 20.03.1921 — 23.09.1973               | [ БС 1 ] [ ГС 1 ] [ НЛ 1 ]      |
| 238   | Али́менков Иван Никонорович                                                                           | 03.06.1944            | пехота              | помощник командира взвода разведывательной роты 7-й гвардейской механизированной бригады 3-го гвардейского механизированного корпуса 47-й армии Воронежского фронта | гвардии старший сержант           | 1923 — 02.10.1943                     | [ БС 1 ] [ ГС 2 ] [ НЛ 2 ]      |
| 239   | Али́мкин Иван Николаевич                                                                              | 13.04.1944            | авиация             | заместитель командира и штурман эскадрильи 617-го штурмового авиационного полка 291-й штурмовой авиационной дивизии 2-й воздушной армии 1-го Украинского фронта | младший лейтенант                 | 26.01.1923 — 18.01.1945               | [ БС 1 ] [ ГС 3 ] [ НЛ 3 ]      |
| 240   | Али́мов Зариф Закирович тат. Алимов Зариф Закир улы                                                   | 24.03.1945            | пехота              | командир взвода автоматчиков мотострелкового батальона 56-й мотострелковой бригады 23-го танкового корпуса 2-го Украинского фронта | лейтенант                         | 1921 — 31.01.1945                     | [ БС 1 ] [ ГС 4 ] [ НЛ 4 ]      |
| 241   | А́лин Василий Иванович                                                                                | 19.08.1944            | авиация             | командир звена 10-го гвардейского авиационного полка 3-й гвардейской авиационной дивизии 3-го гвардейского авиационного корпуса Авиации дальнего действия | гвардии капитан                   | 25.12.1914 — 10.02.1998               | [ БС 1 ] [ ГС 5 ] [ НЛ 5 ]      |
| 242   | Алиназа́ров Садык узб. Alinazarov Sodiq                                                               | 17.10.1943            | пехота              | пулемётчик 1031-го стрелкового полка 280-й стрелковой дивизии 60-й армии Центрального фронта | красноармеец                      | 1914 — 07.03.1969                     | [ БС 1 ] [ ГС 6 ] [ НЛ 6 ]      |
| 243   | Алисе́йко Владимир Титович бел. Алісейка Уладзімір Цітавіч                                            | 10.01.1944            | инженер             | командир сапёрного взвода 42-го отдельного сапёрного батальона 136-й стрелковой дивизии 38-й армии Воронежского фронта | старший сержант                   | 22.02.1921 — 09.05.1981               | [ БС 1 ] [ ГС 7 ] [ НЛ 7 ]      |
| 244   | Али́сов Василий Алексеевич                                                                            | 24.03.1945            | пехота              | стрелок 1201-го стрелкового полка 354-й стрелковой дивизии 65-й армии 1-го Белорусского фронта | ефрейтор                          | 07.08.1904 — 08.07.1991               | [ БС 2 ] [ ГС 8 ] [ НЛ 8 ]      |
| 245   | Алисулта́нов Султан Кадырбекович                                                                      | 31.05.1945            | артиллерия          | командир батареи 547-го армейского миномётного полка 61-й армии 1-го Белорусского фронта | лейтенант                         | 10.06.1916 — 05.08.2000               | [ БС 3 ] [ ГС 9 ] [ НЛ 9 ]      |
| 246   | Алифа́нов Николай Григорьевич                                                                         | 01.05.1957            | авиация             | лётчик-испытатель Горьковского авиационного завода | полковник                         | 22.07.1912 — 06.02.1986               | ——                              |
| 247   | Алки́дов Владимир Яковлевич                                                                           | 12.08.1942            | авиация             | командир звена 434-го истребительного авиационного полка 8-й воздушной армии Сталинградского фронта | лейтенант                         | 12.08.1920 — 27.11.1982               | ——                              |
| 248   | Аллахверди́ев Мусеиб Абдулла оглы азерб. Allahverdiyev Müseyib Abdulla oğlu                           | 24.03.1945            | пехота              | командир батальона 119-го гвардейского стрелкового полка 40-й гвардейской стрелковой дивизии 4-й гвардейской армии 3-го Украинского фронта | гвардии капитан                   | 05.05.1909 — 19.05.1969               | [ БС 3 ] [ ГС 12 ] [ НЛ 10 ]    |
| 249   | А́ллик Август Августович эст. Allik August                                                            | 24.03.1945            | пехота              | командир взвода разведки 300-го стрелкового полка 7-й стрелковой дивизии 8-й армии Ленинградского фронта | младший лейтенант                 | 18.03.1920 — 21.08.1962               | [ БС 3 ] [ ГС 13 ] [ НЛ 11 ]    |
| 250   | Алпаи́дзе Галактион Елисеевич груз. ალფაიძე გალაქტიონ                                                 | 28.04.1945            | артиллерия          | командир 972-го артиллерийского полка 113-й стрелковой дивизии 57-й армии 3-го Украинского фронта | майор                             | 07.11.1916 — 02.05.2006               | [ БС 3 ] [ ГС 14 ] [ НЛ 12 ]    |
| 251   | Алпа́тов Николай Савельевич                                                                           | 22.02.1944            | артиллерия          | наводчик миномёта 933-го стрелкового полка 254-й стрелковой дивизии 52-й армии Степного фронта | ефрейтор                          | 17.05.1924 — 20.03.1962               | [ БС 3 ] [ ГС 15 ] [ НЛ 13 ]    |
| 252   | Алпе́ев Семён Павлович                                                                                | 07.04.1940            | артиллерия          | командир батареи 137-го артиллерийского полка РГК в составе 13-й армии Северо-Западного фронта | младший лейтенант                 | 24.05.1909 — 20.04.1979               | [ БС 4 ] [ ГС 16 ] [ НЛ 14 ]    |
| 253   | Алту́нин Александр Терентьевич                                                                        | 23.09.1944            | пехота              | командир батальона 889-го стрелкового полка 197-й стрелковой дивизии 3-й гвардейской армии 1-го Украинского фронта | капитан                           | 14.08.1921 — 15.07.1989               | [ БС 4 ] [ ГС 17 ] [ НЛ 15 ]    |
| 254   | Алтухо́в Иван Сергеевич                                                                               | 24.03.1945            | пехота              | командир роты 78-го стрелкового полка 74-й стрелковой дивизии 57-й армии 3-го Украинского фронта | старший лейтенант                 | 17.10.1924 — 08.12.1944               | [ БС 4 ] [ ГС 18 ] [ НЛ 16 ]    |
| 255   | Алтухо́в Иван Филиппович                                                                              | 21.02.1945            | артиллерия          | командир орудия 666-го артиллерийского полка 222-й стрелковой дивизии 33-й армии 3-го Белорусского фронта | сержант                           | 08.07.1920 — 29.08.1994               | [ БС 4 ] [ ГС 19 ] [ НЛ 17 ]    |
| 256   | Алты́нов Николай Николаевич                                                                           | 24.03.1945            | танкист             | механик-водитель танка М4А2 219-й танковой бригады 1-го механизированного корпуса 2-й гвардейской танковой армии 1-го Белорусского фронта | старшина                          | 10.02.1924 — 29.07.1997               | [ БС 4 ] [ ГС 20 ] [ НЛ 18 ]    |
| 257   | Алфёров Всеволод Степанович                                                                          | 03.02.1940            | —                   | механик ледокольного парохода «Георгий Седов» Главного управления Северного морского пути | —                                 | 24.02.1908 — 10.11.1948               | ——                              |
| 258   | Алфёров Иван Прокопьевич                                                                             | 21.06.1944            | генерал             | командир 109-го стрелкового корпуса 21-й армии Ленинградского фронта | генерал-лейтенант                 | 22.03.1897 — 12.08.1979               | ——                              |
| 259   | Алфе́рьев Николай Семёнович                                                                           | 15.05.1946            | авиация             | заместитель командира и штурман эскадрильи 92-го гвардейского штурмового авиационного полка 4-й гвардейской штурмовой авиационной дивизии 5-го штурмового авиационного корпуса 5-й воздушной армии 2-го Украинского фронта                                                                                                   | гвардии старший лейтенант         | 06.12.1919 — 31.07.1980               | [ БС 6 ] [ ГС 23 ] [ НЛ 19 ]    |
| 260   | Алфи́мов Дмитрий Борисович                                                                            | 23.10.1943            | пехота              | автоматчик 955-го стрелкового полка 309-й стрелковой дивизии 40-й армии Воронежского фронта | ефрейтор                          | 20.08.1916 — 14.05.1961               | [ БС 6 ] [ ГС 24 ] [ НЛ 20 ]    |
| 261   | Алхи́мов Владимир Сергеевич                                                                           | 24.03.1945            | артиллерия          | командир батареи 261-го гвардейского пушечного артиллерийского полка 22-й гвардейской пушечной артиллерийской бригады 3-й гвардейской артиллерийской дивизии 5-го артиллерийского корпуса прорыва РГК в составе 5-й армии 3-го Белорусского фронта                                                                           | гвардии лейтенант                 | 25.10.1919 — 09.01.1993               | [ БС 6 ] [ ГС 25 ] [ НЛ 21 ]    |
| 262   | Алцыбе́ев Василий Иванович                                                                            | 17.10.1943            | связисты            | командир телефонного взвода 651-й роты связи 121-й стрелковой дивизии 60-й армии Центрального фронта | старшина                          | 11.08.1916 — 10.04.1995               | [ БС 6 ] [ ГС 26 ] [ НЛ 22 ]    |
| 263   | Алы́мов Алексей Михайлович                                                                            | 24.03.1945            | пехота              | командир отделения пулемётной роты 1255-го стрелкового полка 379-й стрелковой дивизии 3-й ударной армии 2-го Прибалтийского фронта | младший сержант                   | 18.03.1923 — 22.02.2009               | [ БС 6 ] [ ГС 27 ] [ НЛ 23 ]    |
| 264   | Альбер Марсель фр. Albert Marcel Olivier                                                             | 27.11.1944            | Сражающаяся Франция | командир эскадрильи 1-го отдельного истребительного авиационного полка «Нормандия» Сражающейся Франции 303-й истребительной авиационной дивизии 1-й воздушной армии 3-го Белорусского фронта | старший лейтенант                 | 25.11.1917 — 23.08.2010               | ——                              |
| 265   | Альбе́тков Вениамин Валеевич тат. Альбетков Ибнеәмин Вәли улы                                         | 17.10.1943            | пехота              | командир батальона 383-го стрелкового полка 121-й стрелковой дивизии 60-й армии Центрального фронта | майор                             | 01.05.1917 — 17.04.1984               | [ БС 6 ] [ ГС 29 ] [ НЛ 24 ]    |
| 266   | Аля́ев Иван Павлович                                                                                  | 11.04.1940            | пехота              | стрелок 561-го мотострелкового полка 91-й мотострелковой дивизии 7-й армии Северо-Западного фронта | красноармеец                      | 05.01.1918 — 21.03.2000               | [ БС 8 ] [ ГС 30 ] [ НЛ 25 ]    |
| 267   | Аля́пкин Иван Матвеевич                                                                               | 10.03.1944            | танкист             | механик-водитель танка Т-34 181-й танковой бригады 18-го танкового корпуса 5-й гвардейской танковой армии 2-го Украинского фронта | старшина                          | 29.07.1921 — 03.08.1951               | [ БС 9 ] [ ГС 31 ] [ НЛ 26 ]    |
| 268   | Амату́ни Ашот Апетович арм. Ամատունի Աշոտ                                                             | 27.02.1945            | танкист             | командир танковой роты 49-й гвардейской танковой бригады 12-го гвардейского танкового корпуса 2-й гвардейской танковой армии 1-го Белорусского фронта | гвардии лейтенант                 | 23.12.1923 — 09.10.2018               | [ БС 9 ] [ ГС 32 ] [ НЛ 27 ]    |
| 269   | Амвро́сов Иван Прокопьевич                                                                            | 23.05.1945            | пехота              | командир 72-й горнострелковой бригады 126-го лёгкого горнострелкового корпуса 38-й армии 4-го Украинского фронта | полковник                         | 10.01.1910 — 29.03.1945               | [ БС 9 ] [ ГС 33 ] [ НЛ 28 ]    |
| 270   | Аме́лечкин Сергей Георгиевич                                                                          | 27.02.1945            | танкист             | механик-водитель САУ 1454-го самоходно-артиллерийского полка 11-го гвардейского танкового корпуса 1-й гвардейской танковой армии 1-го Белорусского фронта | старшина                          | 26.11.1919 — 15.02.1981               | [ БС 9 ] [ ГС 34 ] [ НЛ 29 ]    |
| 271   | Аме́лин Алексей Степанович                                                                            | 26.10.1944            | авиация             | командир эскадрильи 240-го истребительного авиационного полка 302-й истребительной авиационной дивизии 4-го истребительного авиационного корпуса 5-й воздушной армии 2-го Украинского фронта | старший лейтенант                 | 12.03.1921 — 24.12.1981               | [ БС 9 ] [ ГС 35 ] [ НЛ 30 ]    |
| 272   | Аме́лин Георгий Иванович                                                                              | 15.05.1946            | авиация             | заместитель командира эскадрильи 208-го штурмового авиационного полка 227-й штурмовой авиационной дивизии 8-го штурмового авиационного корпуса 8-й воздушной армии 4-го Украинского фронта | лейтенант                         | 09.04.1921 — 23.01.2011               | [ БС 9 ] [ ГС 36 ] [ НЛ 31 ]    |
| 273   | Амер Абдель Хаким араб. عبد الحكيم عامر‎                                                              | 13.05.1964            | —                   | первый вице-президент и министр обороны Объединённой Арабской Республики (ОАР) | фельдмаршал                       | 11.12.1919 — 14.09.1967               | ——                              |
| 274   | Аме́т-Хан Султан крымскотат. Amet-Han Sultan лак. АхӀмад-Хан Султан                                   | 24.08.1943 29.06.1945 | авиация             | командир эскадрильи 9-го гвардейского истребительного авиационного полка 6-й гвардейской истребительной авиационной дивизии 8-й воздушной армии помощник по воздушно-стрелковой службе командира 9-го гвардейского истребительного авиационного полка 6-й гвардейской истребительной авиационной дивизии 1-й воздушной армии | гвардии капитан гвардии майор     | 20.10.1920 — 01.02.1971               | [ БС 10 ] [ ГС 38 ] [ НЛ 32 ]   |
| 275   | А́мзин Константин Михайлович                                                                          | 27.02.1945            | пехота              | командир пулемётного расчёта 386-го гвардейского самоходного артиллерийского полка 9-го гвардейского танкового корпуса 2-й гвардейской танковой армии 1-го Белорусского фронта | гвардии сержант                   | 1924 — 22.01.1945                     | [ БС 11 ] [ ГС 39 ] [ НЛ 33 ]   |
| 276   | Ами́нев Виктор Алексеевич                                                                             | 17.11.1939            | танкист             | командир бронемашины «БА-10» 1-й роты автобронебатальона 8-й мотоброневой бригады 1-й армейской группы | младший комвзвод                  | 15.05.1913 — 28.08.1939               | ——                              |
| 277   | Ами́нов Миннетдин Гильметдинович (Аминов Миниттин Гильметдинович) баш. Әминев Миңлетдин Ғилметдин улы | 23.10.1943            | пехота              | стрелок 178-й танковой бригады 10-го танкового корпуса 40-й армии Воронежского фронта | красноармеец                      | 15.10.1922 — 12.08.1969               | [ БС 11 ] [ ГС 41 ] [ НЛ 34 ]   |
| 278   | Ами́нов Халлак узб. Aminov Hallok                                                                     | 15.01.1944            | кавалерия           | командир отделения 60-го гвардейского кавалерийского полка 16-й гвардейской кавалерийской дивизии 7-го гвардейского кавалерийского корпуса 61-й армии Центрального фронта | гвардии красноармеец              | 03.05.1915 — 07.06.1993               | [ БС 11 ] [ ГС 42 ] [ НЛ 35 ]   |
| 279   | Амиршо́ев Сафар (Амершаев Сафар, Амиршаев Сафар) тадж. Амиршоев Сафар                                 | 25.09.1944            | артиллерия          | командир орудия 213-го гвардейского гаубичного артиллерийского полка 8-й гвардейской гаубичной артиллерийской бригады 3-й гвардейской артиллерийской дивизии 5-го артиллерийского корпуса прорыва РГК в составе 5-й армии 3-го Белорусского фронта                                                                           | гвардии старший сержант           | 1912 — 16.07.1944                     | [ БС 11 ] [ ГС 43 ] [ НЛ 36 ]   |
| 280   | Амо́сенков Александр Максимович                                                                       | 24.03.1945            | артиллерия          | начальник разведки 2-го дивизиона 473-го артиллерийского полка 99-й стрелковой дивизии 46-й армии 2-го Украинского фронта | лейтенант                         | 01.05.1919 — 27.01.1993               | [ БС 11 ] [ ГС 44 ] [ НЛ 37 ]   |
| 281   | Амо́сов Александр Иванович                                                                            | 02.08.1944            | авиация             | заместитель командира эскадрильи 672-го штурмового авиационного полка 306-й штурмовой авиационной дивизии 9-го смешанного авиационного корпуса 17-й воздушной армии 3-го Украинского фронта | лейтенант                         | 14.09.1918 — 24.03.1944               | [ БС 11 ] [ ГС 45 ] [ НЛ 38 ]   |
| 282   | Амя́га Георгий Васильевич                                                                             | 24.03.1945            | пехота              | командир отделения 191-го стрелкового полка 201-й стрелковой дивизии 8-й армии Ленинградского фронта | сержант                           | 1923 — 03.08.1944                     | [ БС 11 ] [ ГС 46 ] [ НЛ 39 ]   |
| 283   | Ана́нченко Даниил Антонович                                                                           | 10.04.1945            | пехота              | разведчик 28-й отдельной разведывательной роты 5-й стрелковой дивизии 3-й армии 2-го Белорусского фронта | младший сержант                   | 1924 — 23.01.1945                     | [ БС 12 ] [ ГС 47 ] [ НЛ 40 ]   |
| 284   | Ана́ньев Иван Фёдорович укр. Ананьєв Іван Федорович                                                   | 24.03.1945            | пехота              | пулемётчик 572-го стрелкового полка 233-й стрелковой дивизии 57-й армии 3-го Украинского фронта | красноармеец                      | 1910 — 20.11.1944                     | [ БС 13 ] [ ГС 48 ] [ НЛ 41 ]   |
| 285   | Ана́ньев Мартын Алексеевич                                                                            | 03.06.1944            | комиссар            | парторг роты 635-го стрелкового полка 143-й стрелковой дивизии 60-й армии Центрального фронта | старший сержант                   | 27.04.1900 — 11.04.1982               | [ БС 13 ] [ ГС 49 ] [ НЛ 42 ]   |
| 286   | Ана́ньев Николай Яковлевич                                                                            | 21.07.1942            | пехота              | стрелок 1075-го стрелкового полка 316-й стрелковой дивизии 16-й армии Западного фронта | красноармеец                      | 19.11.1912 — 16.11.1941               | [ БС 13 ] [ ГС 50 ] [ НЛ 43 ]   |
| 287   | Ана́ньев Пётр Филиппович                                                                              | 27.06.1945            | десантники          | помощник командира взвода 26-го гвардейского воздушно-десантного полка 9-й гвардейской воздушно-десантной дивизии 5-й гвардейской армии 1-го Украинского фронта | гвардии старший сержант           | 20.06.1915 — 31.05.1997               | [ БС 13 ] [ ГС 51 ] [ НЛ 44 ]   |
| 288   | Ана́ньин Степан Константинович                                                                        | 08.09.1943            | авиация             | командир 299-го штурмового авиационного полка 290-й штурмовой авиационной дивизии 3-го смешанного авиационного корпуса 17-й воздушной армии Юго-Западного фронта | майор                             | 05.07.1904 — 12.01.1960               | [ БС 13 ] [ ГС 52 ] [ НЛ 45 ]   |
| 289   | Ана́шкин Михаил Борисович                                                                             | 06.04.1945            | генерал             | командир 129-го стрелкового корпуса 47-й армии 1-го Белорусского фронта | гвардии генерал-майор             | 19.11.1901 — 23.01.1951               | [ БС 13 ] [ ГС 53 ] [ НЛ 46 ]   |
| 290   | Андзау́ров Игорь Евгеньевич                                                                           | 26.10.1943            | инженер             | командир 40-го отдельного моторизованного понтонно-мостового батальона 7-й гвардейской армии Степного фронта | майор                             | 29.03.1911 — 24.03.1988               | [ БС 14 ] [ ГС 54 ] [ НЛ 47 ]   |
| 291   | Андре́ев Александр Васильевич                                                                         | 31.05.1945            | пехота              | командир взвода разведки 83-й гвардейской отдельной разведывательной роты 82-й гвардейской стрелковой дивизии 8-й гвардейской армии 1-го Белорусского фронта | гвардии младший лейтенант         | 04.03.1921 — 16.09.2009               | [ БС 15 ] [ ГС 55 ] [ НЛ 48 ]   |
| 292   | Андре́ев Алексей Дмитриевич                                                                           | 15.01.1944            | пехота              | командир роты 237-го гвардейского стрелкового полка 76-й гвардейской стрелковой дивизии 61-й армии Центрального фронта | гвардии старший лейтенант         | 10.10.1916 — 19.10.1949               | [ БС 15 ] [ ГС 56 ] [ НЛ 49 ]   |
| 293   | Андре́ев Алексей Сергеевич                                                                            | 24.03.1945            | артиллерия          | командир орудия батареи 45-мм пушек 491-го стрелкового полка 159-й стрелковой дивизии 5-й армии 3-го Белорусского фронта | младший сержант                   | 17.02.1924 — 05.08.2001               | [ БС 15 ] [ ГС 57 ] [ НЛ 50 ]   |
| 294   | Андре́ев Анатолий Михайлович                                                                          | 10.04.1945            | танкист             | командир танка ИС-1 13-го гвардейского отдельного тяжёлого танкового полка 4-й гвардейской танковой армии 1-го Украинского фронта | гвардии лейтенант                 | 15.07.1922 — 04.10.1968               | [ БС 15 ] [ ГС 58 ] [ НЛ 51 ]   |
| 295   | Андре́ев Андрей Иванович укр. Андреєв Андрій Іванович                                                 | 08.05.1965            | —                   | проводник десантного отряда 384-го отдельного батальона морской пехоты Одесской Военно-морской базы Черноморского флота | —                                 | 19.12.1913 — 27.03.1944               | ——                              |
| 296   | Андре́ев Андрей Матвеевич                                                                             | 06.04.1945            | генерал             | командир 125-го стрелкового корпуса 47-й армии 1-го Белорусского фронта | генерал-майор                     | 12.11.1904 — 17.11.1983               | [ БС 15 ] [ ГС 60 ] [ НЛ 52 ]   |
| 297   | Андре́ев Василий Алексеевич укр. Андрєєв Василь Олексійович                                           | 03.06.1944            | пехота              | командир взвода разведки 667-го стрелкового полка 218-й стрелковой дивизии 47-й армии Воронежского фронта | лейтенант                         | 10.07.1920 — 06.11.1961               | [ БС 15 ] [ ГС 61 ] [ НЛ 53 ]   |
| 298   | Андре́ев Василий Аполлонович                                                                          | 29.06.1945            | пехота              | пулемётчик 82-го гвардейского стрелкового полка 32-й гвардейской стрелковой дивизии 2-й гвардейской армии 3-го Белорусского фронта | гвардии младший сержант           | 1906 — 02.02.1974                     | [ БС 16 ] [ ГС 62 ] [ НЛ 54 ]   |
| 299   | Андре́ев Виктор Михайлович                                                                            | 24.01.1963            | авиация             | лётчик-испытатель Государственного Краснознамённого научно-испытательного института ВВС | подполковник                      | 29.08.1923 — 31.10.1962               | ——                              |
| 300   | Андре́ев Владимир Григорьевич                                                                         | 18.12.1956            | пехота              | командир мотострелковой роты 104-го гвардейского механизированного полка 33-й гвардейской механизированной дивизии в составе Южной группы войск | гвардии старший лейтенант         | 26.06.1927 — 27.08.1996               | ——                              |
| 301   | Андре́ев Георгий Федосеевич                                                                           | 15.05.1946            | пехота              | командир батальона 96-го стрелкового полка 140-й стрелковой дивизии 38-й армии 4-го Украинского фронта | майор                             | 06.05.1922 — 02.09.1945               | [ БС 16 ] [ ГС 65 ] [ НЛ 55 ]   |
| 302   | Андре́ев Герман Иванович                                                                              | 15.05.1946            | пехота              | командир батальона 905-го стрелкового полка 248-й стрелковой дивизии 5-й ударной армии 1-го Белорусского фронта | майор                             | 14.09.1916 — 23.01.1957               | [ БС 16 ] [ ГС 66 ] [ НЛ 56 ]   |
| 303   | Андре́ев Григорий Макарович                                                                           | 03.06.1944            | пехота              | командир отделения пулемётной роты 796-го стрелкового полка 141-й стрелковой дивизии 60-й армии Центрального фронта | старший сержант                   | 02.11.1894 — 24.10.1987               | [ БС 16 ] [ ГС 67 ] [ НЛ 57 ]   |
| 304   | Андре́ев Евгений Николаевич                                                                           | 12.12.1962            | авиация             | испытатель парашютной техники Научно-исследовательского института ВВС СССР | полковник                         | 04.09.1926 — 09.02.2000               | ——                              |
| 305   | Андре́ев Иван Ефимович                                                                                | 24.03.1945            | инженер             | командир отделения 409-го отдельного сапёрного батальона 238-й стрелковой дивизии 50-й армии 2-го Белорусского фронта | младший сержант                   | 10.02.1908 — 27.04.1975               | [ БС 18 ] [ ГС 69 ] [ НЛ 58 ]   |
| 306   | Андре́ев Иван Фёдорович                                                                               | 31.12.1942            | авиация             | командир звена 2-го гвардейского авиационного полка 3-й авиационной дивизии Авиации дальнего действия | капитан                           | 11.09.1910 — 02.03.1992               | [ БС 18 ] [ ГС 70 ] [ НЛ 59 ]   |
| 307   | Андре́ев Кесарь Фёдорович                                                                             | 26.01.1940            | комиссар            | политрук разведывательной роты 81-го горнострелкового полка 163-й стрелковой дивизии 9-й армии | политрук                          | 1910 — 12.12.1939                     | ——                              |
| 308   | Андре́ев Кирилл Дементьевич чув. Андреев Кирилл Дементьевич                                           | 29.10.1943            | комиссар            | парторг батальона 1318-го стрелкового полка 163-й стрелковой дивизии 38-й армии Воронежского фронта | старший сержант                   | 07.07.1901 — 02.01.1972               | [ БС 18 ] [ ГС 72 ] [ НЛ 60 ]   |
| 309   | Андре́ев Михаил Александрович                                                                         | 29.06.1945            | пехота              | командир пулемётной роты 82-го гвардейского стрелкового полка 32-й гвардейской стрелковой дивизии 2-й гвардейской армии 3-го Белорусского фронта | гвардии старший лейтенант         | 15.09.1914 — 13.03.1991               | [ БС 18 ] [ ГС 73 ] [ НЛ 61 ]   |
| 310   | Андре́ев Николай Михайлович                                                                           | 15.01.1944            | пехота              | командир отделения 239-го гвардейского стрелкового полка 76-й гвардейской стрелковой дивизии 61-й армии Центрального фронта | гвардии сержант                   | 1923 — январь 1944 (пропал без вести) | [ БС 18 ] [ ГС 74 ] [ НЛ 62 ]   |
| 311   | Андре́ев Николай Павлович                                                                             | 10.01.1944            | пехота              | автоматчик 269-го стрелкового полка 136-й стрелковой дивизии 38-й армии Воронежского фронта | красноармеец                      | 15.04.1919 — 28.08.1979               | [ БС 18 ] [ ГС 75 ] [ НЛ 63 ]   |
| 312   | Андре́ев Николай Родионович                                                                           | 05.11.1942            | танкист             | командир взвода танков Т-34 6-й гвардейской танковой бригады 64-й армии Сталинградского фронта | гвардии лейтенант                 | 07.08.1921 — 05.04.2000               | [ БС 19 ] [ ГС 76 ] [ НЛ 64 ]   |
| 313   | Андре́ев Николай Трофимович                                                                           | 06.04.1945            | пехота              | командир 1028-го стрелкового полка 260-й стрелковой дивизии 47-й армии 1-го Белорусского фронта | подполковник                      | 21.11.1905 — 27.09.1974               | [ БС 20 ] [ ГС 77 ] [ НЛ 65 ]   |
| 314   | Андре́ев Николай Фёдорович                                                                            | 21.07.1944            | инженер             | командир взвода 3-го отдельного сапёрного батальона 72-й стрелковой дивизии 21-й армии Ленинградского фронта | лейтенант                         | 22.05.1917 — 27.01.1987               | [ БС 20 ] [ ГС 78 ] [ НЛ 66 ]   |
| 315   | Андре́ев Пётр Кузьмич                                                                                 | 29.06.1945            | авиация             | заместитель командира эскадрильи 683-го штурмового авиационного полка 335-й штурмовой авиационной дивизии 3-й воздушной армии 3-го Белорусского фронта | старший лейтенант                 | 28.05.1922 — 05.02.1991               | [ БС 20 ] [ ГС 79 ] [ НЛ 67 ]   |
| 316   | Андре́ев Семён Алексеевич чув. Андреев Семён Алексеевич                                               | 22.02.1944            | артиллерия          | командир расчёта противотанковых ружей 78-го гвардейского стрелкового полка 25-й гвардейской стрелковой дивизии 6-й армии Юго-Западного фронта | гвардии сержант                   | 20.09.1924 — 23.10.1943               | [ БС 20 ] [ ГС 80 ] [ НЛ 68 ]   |
| 317   | Андре́ев Филипп Михайлович                                                                            | 03.06.1944            | пехота              | командир роты автоматчиков 214-го гвардейского стрелкового полка 73-й гвардейской стрелковой дивизии 57-й армии 3-го Украинского фронта | гвардии старший лейтенант         | 1913 — 26.03.1944                     | [ БС 20 ] [ ГС 81 ] [ НЛ 69 ]   |
| 318   | Андре́енко Евгений Георгиевич                                                                         | 15.05.1946            | авиация             | лётчик 20-го гвардейского бомбардировочного авиационного полка 13-й гвардейской бомбардировочной авиационной дивизии 2-го гвардейского бомбардировочного авиационного корпуса 18-й воздушной армии | гвардии старший лейтенант         | 02.09.1917 — 14.09.1982               | [ БС 20 ] [ ГС 82 ] [ НЛ 70 ]   |
| 319   | Андре́енков Николай Никонович                                                                         | 20.12.1943            | пехота              | командир взвода разведки 270-го гвардейского стрелкового полка 89-й гвардейской стрелковой дивизии 37-й армии Степного фронта | гвардии лейтенант                 | 18.12.1918 — 19.04.1968               | [ БС 20 ] [ ГС 83 ] [ НЛ 71 ]   |
| 320   | Андре́йко Илья Степанович                                                                             | 23.10.1943            | пехота              | командир роты 198-го гвардейского стрелкового полка 68-й гвардейской стрелковой дивизии 40-й армии Воронежского фронта | гвардии старший лейтенант         | 15.07.1918 — 16.02.1960               | [ БС 21 ] [ ГС 84 ] [ НЛ 72 ]   |
| 321   | Андре́йко Николай Матвеевич укр. Андрейко Микола Матвійович                                           | 30.10.1943            | связисты            | старший телефонист 685-го стрелкового полка 193-й стрелковой дивизии 65-й армии Центрального фронта | красноармеец                      | 06.05.1922 — 28.12.2008               | [ БС 22 ] [ ГС 85 ] [ НЛ 73 ]   |
| 322   | Андре́йченко Василий Евдокимович укр. Андрейченко Василь Євдокимович                                  | 16.10.1943            | артиллерия          | командир огневого взвода 34-го гвардейского артиллерийского полка 6-й гвардейской стрелковой дивизии 60-й армии Центрального фронта | гвардии старший сержант           | 25.04.1917 — 02.10.1943               | [ БС 22 ] [ ГС 86 ] [ НЛ 74 ]   |
| 323   | Андрешо́в Алексей Иванович                                                                            | 10.04.1945            | пехота              | помощник командира взвода 898-го стрелкового полка 245-й стрелковой дивизии 59-й армии 1-го Украинского фронта | младший сержант                   | 02.06.1925 — 30.01.1945               | [ БС 22 ] [ ГС 87 ] [ НЛ 75 ]   |
| 324   | Андрея́нов Василий Дмитриевич                                                                         | 24.03.1945            | танкист             | механик-водитель танка Т-34 37-го гвардейского танкового полка 15-й гвардейской механизированной бригады 4-го гвардейского механизированного корпуса 3-го Украинского фронта | гвардии старший сержант           | 21.07.1915 — 13.06.1953               | [ БС 22 ] [ ГС 88 ] [ НЛ 76 ]   |
| 325   | Андриа́нов Андрей Михайлович                                                                          | 17.11.1943            | артиллерия          | командир миномётного расчёта мотострелкового батальона 69-й механизированной бригады 9-го механизированного корпуса 3-й гвардейской танковой армии Воронежского фронта | сержант                           | 01.03.1917 — 16.07.1944               | [ БС 22 ] [ ГС 89 ] [ НЛ 77 ]   |
| 326   | Андриа́нов Василий Иванович                                                                           | 01.07.1944 27.06.1945 | авиация             | командир звена 667-го штурмового авиационного полка 292-й штурмовой авиационной дивизии 5-й воздушной армии 2-го Украинского фронта командир эскадрильи 141-го гвардейского штурмового авиационного полка 9-й гвардейской штурмовой авиационной дивизии 2-й воздушной армии 1-го Украинского фронта                          | младший лейтенант гвардии капитан | 13.08.1920 — 07.05.1999               | [ БС 22 ] [ ГС 90 ] [ НЛ 78 ]   |
| 327   | Андриа́нов Илья Филиппович                                                                            | 19.08.1944            | авиация             | командир эскадрильи 153-го гвардейского истребительного авиационного полка 12-й гвардейской истребительной авиационной дивизии 1-го гвардейского штурмового авиационного корпуса 5-й воздушной армии 2-го Украинского фронта                                                                                                 | гвардии капитан                   | 03.08.1918 — 31.01.1997               | [ БС 23 ] [ ГС 91 ] [ НЛ 79 ]   |
| 328   | Андрие́нко Василий Прокофьевич укр. Андрієнко Василь Прокопович                                       | 24.03.1945            | связисты            | радист взвода управления дивизиона 103-го миномётного полка 3-й миномётной бригады 7-й артиллерийской дивизии прорыва РГК в составе 46-й армии 2-го Украинского фронта | старший сержант                   | 12.12.1925 — 03.01.1983               | [ БС 24 ] [ ГС 92 ] [ НЛ 80 ]   |
| 329   | Андрия́нов Александр Иванович                                                                         | 07.04.1940            | пехота              | командир роты 153-го стрелкового полка 80-й стрелковой дивизии 13-й армии Северо-Западного фронта | лейтенант                         | 15.08.1912 — 22.04.1984               | ——                              |
| 330   | Андро́нов Василий Антонович                                                                           | 24.03.1945            | пехота              | командир отделения 375-го стрелкового полка 219-й стрелковой дивизии 3-й ударной армии 2-го Прибалтийского фронта | старший сержант                   | 1909 — 03.01.1952                     | [ БС 24 ] [ ГС 94 ] [ НЛ 81 ]   |
| 331   | Андро́сов Николай Никитович                                                                           | 27.02.1945            | артиллерия          | командир дивизиона 655-го артиллерийского полка 212-й стрелковой дивизии 61-й армии 1-го Белорусского фронта | майор                             | 10.04.1919 — 14.01.1945               | [ БС 24 ] [ ГС 95 ] [ НЛ 82 ]   |
| 332   | Андрощу́к Иван Степанович укр. Андрощук Іван Степанович                                               | 31.05.1945            | танкист             | командир танкового батальона 64-й гвардейской танковой бригады 1-й гвардейской танковой армии 1-го Белорусского фронта | гвардии капитан                   | 14.11.1911 — 06.08.1997               | [ БС 24 ] [ ГС 96 ] [ НЛ 83 ]   |
| 333   | Андрусе́нко Валентин Кузьмич                                                                          | 06.03.1945            | морской флот        | командир отделения комендоров катера «Д-3» № 132 2-го дивизиона сторожевых катеров охраны водного района Таллинского морского оборонительного района Балтийского флота | старшина первой статьи            | 08.03.1919 — 22.03.1979               | [ БС 25 ] [ ГС 97 ] [ НЛ 84 ]   |
| 334   | Андрусе́нко Корней Михайлович укр. Андрусенко Корній Михайлович                                       | 15.01.1944            | пехота              | командир 239-го гвардейского стрелкового полка 76-й гвардейской стрелковой дивизии 61-й армии Центрального фронта | гвардии полковник                 | 27.09.1899 — 08.10.1976               | [ БС 26 ] [ ГС 98 ] [ НЛ 85 ]   |
| 335   | Андруха́ев Хусен Борежевич адыг. Андырхъое Хъусен Борэжъ ыкъор                                        | 27.03.1942            | комиссар            | политрук роты 733-го стрелкового полка 136-й стрелковой дивизии 18-й армии Южного фронта | младший политрук                  | 02.03.1920 — 08.11.1941               | [ БС 26 ] [ ГС 99 ] [ НЛ 86 ]   |
| 336   | Андрэ Жак фр. André Jacques                                                                          | 04.06.1945            | Сражающаяся Франция | командир звена 1-го отдельного истребительного авиационного полка «Нормандия» Сражающейся Франции 303-й истребительной авиационной дивизии 1-й воздушной армии 3-го Белорусского фронта | младший лейтенант                 | 25.02.1919 — 02.04.1988               | .                               |
| 337   | Андрю́хин Илья Прохорович                                                                             | 10.04.1945            | пехота              | командир батальона 333-го гвардейского стрелкового полка 117-й гвардейской стрелковой дивизии 13-й армии 1-го Украинского фронта | гвардии капитан                   | 20.07.1910 — 17.11.1984               | [ БС 26 ] [ ГС 101 ] [ НЛ 88 ]  |
| 338   | Андрю́шин Яков Иванович                                                                               | 24.08.1943            | авиация             | командир эскадрильи 128-го бомбардировочного авиационного полка 241-й бомбардировочной авиационной дивизии 3-го бомбардировочного авиационного корпуса 16-й воздушной армии Центрального фронта | капитан                           | 17.04.1906 — 08.12.1952               | [ БС 26 ] [ ГС 102 ] [ НЛ 89 ]  |
| 339   | Андрюшо́к Николай Васильевич (Андрушок Николай Васильевич) укр. Андрюшок Микола Васильович            | 10.04.1945            | артиллерия          | наводчик орудия 1995-го зенитного артиллерийского полка 68-й зенитной артиллерийской дивизии РГК в составе 4-й танковой армии 1-го Украинского фронта | сержант                           | 10.09.1926 — 04.09.1956               | [ БС 26 ] [ ГС 103 ] [ НЛ 90 ]  |
| 340   | Андрю́щенко Владимир Кузьмич укр. Андрющенко Володимир Кузьмович                                      | 21.07.1944            | пехота              | командир 44-го стрелкового полка 42-й стрелковой дивизии 49-й армии 2-го Белорусского фронта | майор                             | 17.05.1919 — 14.07.1986               | [ БС 26 ] [ ГС 104 ] [ НЛ 91 ]  |
| 341   | Андрю́щенко Григорий Яковлевич                                                                        | 17.11.1943            | танкист             | заместитель командира 6-го гвардейского танкового корпуса 3-й гвардейской танковой армии Воронежского фронта | гвардии полковник                 | 21.01.1905 — 14.10.1943               | [ БС 27 ] [ ГС 105 ] [ НЛ 92 ]  |
| 342   | Андрю́щенко Сергей Александрович                                                                      | 25.10.1943            | пехота              | начальник штаба 23-й стрелковой дивизии 47-й армии Воронежского фронта | подполковник                      | 19.10.1912 — 13.12.1980               | [ БС 28 ] [ ГС 106 ] [ НЛ 93 ]  |
| 343   | Андрю́щенко Яков Трофимович укр. Андрющенко Яків Трохимович                                           | 22.08.1944            | артиллерия          | командир дивизиона 57-го артиллерийского полка 95-й стрелковой дивизии 49-й армии 2-го Белорусского фронта | капитан                           | 20.09.1920 — 28.02.2003               | [ БС 28 ] [ ГС 107 ] [ НЛ 94 ]  |
| 344   | Ани́кин Николай Александрович                                                                         | 22.02.1944            | артиллерия          | командир дивизиона 197-го гвардейского артиллерийского полка 92-й гвардейской стрелковой дивизии 37-й армии Степного фронта | гвардии капитан                   | 25.03.1919 — 06.10.1977               | [ БС 28 ] [ ГС 108 ] [ НЛ 95 ]  |
| 345   | Ани́кин Николай Андреевич                                                                             | 29.10.1943            | инженер             | помощник командира сапёрного взвода 1318-го стрелкового полка 163-й стрелковой дивизии 38-й армии Воронежского фронта | сержант                           | 22.01.1919 — 18.03.1997               | [ БС 28 ] [ ГС 109 ] [ НЛ 96 ]  |
| 346   | Ани́сенков Владимир Иванович                                                                          | 17.10.1943            | пехота              | стрелок 212-го гвардейского стрелкового полка 75-й гвардейской стрелковой дивизии 60-й армии Центрального фронта | гвардии красноармеец              | 1925 — 25.09.1943                     | [ БС 28 ] [ ГС 110 ] [ НЛ 97 ]  |
| 347   | Ани́симов Алексей Васильевич                                                                          | 10.04.1945            | артиллерия          | командир батареи 34-го гвардейского артиллерийского полка 6-й гвардейской стрелковой дивизии 13-й армии 1-го Украинского фронта | гвардии старший лейтенант         | 04.04.1920 — 17.07.1992               | [ БС 28 ] [ ГС 111 ] [ НЛ 98 ]  |
| 348   | Ани́симов Василий Кондратьевич                                                                        | 27.02.1945            | танкист             | механик-водитель танка Т-34 50-й гвардейской танковой бригады 9-го гвардейского танкового корпуса 2-й гвардейской танковой армии 1-го Белорусского фронта | гвардии старшина                  | 1912 — 10.04.1976                     | [ БС 29 ] [ ГС 112 ] [ НЛ 99 ]  |
| 349   | Ани́симов Виктор Васильевич                                                                           | 27.03.1942            | авиация             | командир эскадрильи 5-го скоростного бомбардировочного авиационного полка 21-й смешанной авиационной дивизии Южного фронта | капитан                           | 28.11.1912 — 30.07.1941               | [ БС 30 ] [ ГС 113 ] [ НЛ 100 ] |
| 350   | Ани́симов Виктор Дмитриевич                                                                           | 22.02.1944            | артиллерия          | наводчик орудия 247-го гвардейского артиллерийского полка 110-й гвардейской стрелковой дивизии 37-й армии Степного фронта | гвардии красноармеец              | 06.02.1925 — 15.08.1999               | [ БС 30 ] [ ГС 114 ] [ НЛ 101 ] |
| 351   | Ани́симов Евстафий Васильевич                                                                         | 24.03.1945            | инженер             | командир сапёрного отделения 51-го отдельного моторизированного сапёрного батальона 2-го гвардейского танкового корпуса 31-й армии 3-го Белорусского фронта | младший сержант                   | 06.03.1922 — 20.02.1990               | [ БС 30 ] [ ГС 115 ] [ НЛ 102 ] |
| 352   | Ани́симов Пётр Семёнович                                                                              | 23.10.1943            | пехота              | автоматчик 955-го стрелкового полка 309-й стрелковой дивизии 40-й армии Воронежского фронта | красноармеец                      | 05.01.1917 — 20.10.1995               | [ БС 30 ] [ ГС 116 ] [ НЛ 103 ] |
| 353   | Ани́симов Яков Анисимович чув. Анисимов Яков Анисимович                                               | 24.03.1945            | пехота              | заместитель командира батальона по строевой части 311-го гвардейского стрелкового полка 108-й гвардейской стрелковой дивизии 46-й армии 2-го Украинского фронта | гвардии капитан                   | 17.10.1906 — 05.12.1944               | [ БС 30 ] [ ГС 117 ] [ НЛ 104 ] |
| 354   | Ани́сичкин Фёдор Иванович                                                                             | 22.02.1944            | артиллерия          | командир огневого взвода 139-го гвардейского артиллерийского полка 69-й гвардейской стрелковой дивизии 4-й гвардейской армии Степного фронта | гвардии лейтенант                 | 15.06.1915 — 21.09.1998               | [ БС 30 ] [ ГС 118 ] [ НЛ 105 ] |

| Навигационная таблица | Навигационная таблица              |
| --------------------- | ---------------------------------- |
| «А»                   | Абаев Ахсарбек — Азалов Клычнияз   |
| «А»                   | Азаров Алексей — Алиев Шамсула     |
| «А»                   | Алимбетов Абылай — Анисичкин Фёдор |
| «А»                   | Анискин Александр — Артемьев Иван  |
| «А»                   | Артемьев Николай — Аянян Эдуард    |